# Nachal Zichrona
Nachal Zichrona (hebrejsky: נחל זכרונה) je krátké vádí v severním Izraeli, na pomezí vysočiny Ramat Menaše a pohoří Karmel.
Začíná v nadmořské výšce okolo 100 metrů nad mořem, na severovýchodním okraji města Zichron Ja'akov, na severních svazích hory Har Zichrona. Odtud vádí směřuje k severovýchodu zalesněným údolím, které sleduje lokální silnice 652. Pak vstupuje do širšího údolí vádí Nachal Dalija, do kterého zleva ústí, jižně od obce Me'ir Šfeja a poblíž tělesa dálnice číslo 70.